# Björn Meyer (gitarist)
Björn Meyer (Stockholm, 5 september 1965) is een Zweeds basgitarist en componist, die zich begeeft op het gebied van wereldmuziek en stromingen die daartegenaan schuren.
Meyer begon echter op de trompet, de eerste schreden werden op een Zweedse muziekschool gezet. Dat musiceren ging niet in de stromingen waarin hij later verzeild raakte maar in de punk en grunge. Hij speelde daarna gitaar in een band die wereldmuziek combineerde met jazz. Op zijn achttiende verruilde hij die instrumenten voor de basgitaar en werd op zijn 24 beroeps. Hij zat in een band die Milla Jovovich begeleidde en verhuisde in 1996 naar Zwitserland. Daar speelde hij met een keur van artiesten zoals flamencodanseres Nina Corti. Hij ging verder richting de wereldmuziek met zijn in 2002 opgerichte Bazaarpool, waarin ook Asita Hamidi (harp). In de jaren daaropvolgend was hij te vinden in Nik Bärtsch’s  Ronin en de begeleidingsband van Anouar Brahem.
Ondertussen doceerde Meyer ook aan de Swiss Jazz School te Zürich, de Kungliga Musikhögskolan te Stockholm en de Hochschule Luzern (jazz).

## Discografie (selectie)
- Don Pfäfflis Tonus (met Don Li): Suun (Brambus, 1997)
- Snag: Heaps (1998)
- Don Li: GEN (Tonus-Music-Records 1999)
- Bazar Blå: Tripfolk (xoucd, 2000)
- Patrik Lerjen's Three Base Hit: Incoming Message (AM, 2001)
- Asita Hamidi's Bazaar: Åjnè (EMI, 2002)
- Nik Bärtsch's Ronin: Randori (Tonus-Music-Records, 2002)
- Nik Bärtsch’s Ronin: Live (idem 2003)
- Nik Bärtsch’s Ronin: Rea (idem 2004)
- Bazaaris: Watersongs (live) (BazaarpoolCD007, 2006)
- Nik Bärtsch’s Ronin: Stoa (ECM Records, 2006)
- Nik Bärtsch’s Ronin: Holon (ECM Records, 2008)
- Anouar Brahem: The astounding eyes of Rita (ECM records, 2009)
- Nik Bärtsch's Ronin: Llyrìa (ECM Records, 2010)
- Simin Tander: The Wind (Jazzland Recordings, 2025)